# Trypetisoma cunnamullae
Trypetisoma cunnamullae är en tvåvingeart som beskrevs av Kim 1994. Trypetisoma cunnamullae ingår i släktet Trypetisoma och familjen lövflugor. Inga underarter finns listade i Catalogue of Life.